# Reggie Watts
Pour les articles homonymes, voir Watts (nom de famille).
Reginald Watts, dit Reggie Watts, né le 23 mars 1972 à Stuttgart (Allemagne), est un artiste musicien multidisciplinaire américain. Il est depuis 2015 chef du groupe en résidence du The Late Late Show with James Corden.

## Biographie

### Enfance
Reginald Lucien Frank Roger Watts est né le 23 mars 1972 en Allemagne d'une mère française et d'un père afro-américain. Il a été élevé à Great Falls, dans le Montana. Il est allé à l'école élémentaire Chief Joseph, et a étudié au lycée de Great Falls. Watts déménage ensuite à Seattle à 18 ans, où il suit quelques cours à l'Institut d'Arts de Seattle, avant d'étudier le Jazz au Cornish College of the Arts.

### Carrière
Watts est un artiste comédien multidisciplinaire, inspiré par la scène de Brooklyn. Ses représentations, principalement improvisées, sont des Stand-up où il interprète plusieurs personnages, combinées à des compositions a cappella sur un fond de musiques en boucle. Certaines de ses improvisations sont devenues populaires sur YouTube et sont souvent réclamées pendant ses spectacles, comme les pastiches Hip-hop « Fuck Shit Stack » et « Out of Control ».
Watts est apparu à de nombreux événements, notamment sur les scènes alternatives de New York et de Los Angeles, dans des opérations du groupe des Yes Men, les festivals de comédie de Montréal, du Cap, de Édimbourg, au Time-Based Art Festival de Portland, au festival de New York Under The Radar, au Fuse Box Festival à Austin, au Bonnaroo, au Sasquatch Festival, à plusieurs directs de radio sur la BBC et récemment dans une série de CollegeHumour.com. En 2007, il travailla à l'invention de théâtres multimédias avec son ami et dramaturge Tommy Smith. Ils créèrent deux pièces, Disinformation et Transition.
Watts vit à Williamsburg, à Brooklyn.
Il présentera le remake américain du jeu télévisé britannique Taskmaster sur la chaîne Comedy Central.

## Groupes
- Hit Explosion
- Clementine
- Maktub

## Récompenses
Watts est le gagnant du Malcolm Hardee "Oy Oy" Award 2005 et du Andy Kaufman Comedy Award 2006. Il reçut l'Arts Award du Maire de Seattle en 2006, et fut aussi récompensé au MAP Fund 2008 ainsi qu'au Creative Capitol Grant 2009 dans la catégorie Spectacle vivant. Il remporta aussi un ECNY Award pour la meilleure scène comique musicale en 2009.

## Vie personnelle
Reggie Watts est le petit cousin de l'écrivaine Alice Walker Watts.
Reggie Watts parle couramment français.

## Discographie
- Simplified (2004)